# Dave Filoni
Dave Filoni est un réalisateur, scénariste, et animateur américain né le 7 juin 1974 à Mt. Lebanon en Pennsylvanie. Il est principalement connu pour son travail sur l'univers Star Wars, particulièrement sur les séries Star Wars: The Clone Wars (2008) et The Mandalorian (2019).

## Carrière
Sauf indication contraire, les informations mentionnées dans cette section peuvent être confirmées par la base de données cinématographiques IMDb,  présente dans la section « Liens externes ».
Il commence sa carrière en réalisant des storyboards pour des séries télévisées animées comme Teamo Supremo (2002). Il sert également dans l'équipe d'animation pour Les Oblong (2001).
En 2005, il se lance dans la réalisation et chapeaute dix épisodes de la série fantastique Avatar, le dernier maître de l'air.
En 2008, il est embauché par Lucasfilm Animation. Pour le studio, il réalise le film en images de synthèse Star Wars: The Clone Wars, ainsi que la série du même nom dans la foulée (soit entre 2008 et 2014, puis retour en 2020).
Dave Filoni a travaillé à la création de cette série aux côtés de George Lucas, jusqu'à son annulation au bout de six saisons, lorsque la Walt Disney Company a acquis le studio. Il a malgré tout été maintenu dans l'équipe pour créer Star Wars Rebels (2014), puis a pu terminer Star Wars: The Clone Wars en 2020.
En 2017, il devient le producteur exécutif de toutes les séries animées Star Wars, dont Star Wars: Forces du destin (2017).
En 2019 et 2020, il est co-scénariste, producteur exécutif, réalisateur d'épisodes, et parfois acteur, de la série The Mandalorian.
Durant l'été 2020, Dave Filoni a été promu en tant que directeur créatif exécutif chez Lucasfilm,.
Il est le créateur de la série animée Star Wars: The Bad Batch diffusée à partir de 2021, faisant office de spin-off et de suite à The Clone Wars. Il est également scénariste du premier épisode.
Dave Filoni est également le créateur de la série animée Tales of the Jedi diffusée en octobre 2022. Il en est aussi l'un des principaux scénaristes,.

## Vie privée
Dave Filoni faisait partie de la fanfare de Mt. Lebanon et a été le gardien de but de l'équipe locale de hockey pendant la moitié de sa dernière année.
Il est diplômé de l'école secondaire en 1992 et de l'Université d'Edinboro de Pennsylvanie en 1996, où il a également joué au hockey en club.
Il apprécie toujours autant le hockey sur glace, et est gardien de but dans une équipe de Santa Rosa en Californie.

## Filmographie

### Superviseur
- 2008 - 2020 : Star Wars: The Clone Wars
- 2017 - 2018 : Star Wars: Forces du destin

### Réalisateur
- 2005 : Avatar, le dernier maître de l'air (10 épisodes)
- 2008 : Star Wars: The Clone Wars (film d'animation)
- 2008 - 2020 : Star Wars: The Clone Wars (série télévisée d'animation)
- 2014 - 2018 : Star Wars Rebels
- 2019 - en cours : The Mandalorian
- 2021 - 2022 : Le Livre de Boba Fett
- 2023 : Ahsoka

### Producteur
- 2021 - 2022 : Le Livre de Boba Fett
- 2024 : Skeleton Crew (série TV)
- 2026 : The Mandalorian and Grogu de Jon Favreau

### Scénariste
- 2008 - 2020 : Star Wars: The Clone Wars
- 2014 - 2018 : Star Wars Rebels
- 2018 - 2020 : Star Wars Resistance
- 2019 - en cours : The Mandalorian
- 2021 : Star Wars: The Bad Batch (épisode 1, coécrit avec Jennifer Corbett)
- 2022 : Tales of the Jedi
- 2023 : Ahsoka
- 2026 : The Mandalorian and Grogu de Jon Favreau

### Doublage
- Star Wars: The Clone Wars : Embo (saison 2 à 6)
- Star Wars: The Clone Wars : Spots Podal (saison 5, épisode 19 : À la poursuite d'un Jedi)
- Star Wars Resistance : Bo Keevil
- Star Wars Rebels : C1-10P "Chopper"
- Star Wars: Forces du destin : C1-10P "Chopper"
- Lego Star Wars: All-Stars : C1-10P "Chopper"

### Acteur
- The Mandalorian (Chapitre 6 et Chapitre 10) : Trapper Wolf, pilote de X-wing (caméo)